# Kitta
Kitta (Kita ou Kitta Balue) est une localité du Cameroun, située dans l'arrondissement d'Ekondo-Titi, le département du Ndian et la Région du Sud-Ouest.

## Population
La localité comptait 287 habitants en 1953, 200 en 1968-1969 et 246 en 1972, principalement des Balue.
Lors du recensement national de 2005, on y a dénombré 1 087 personnes.